# 红砖笋螺
红砖笋螺（学名：Duplicaria raphanula），是新腹足目笋螺科栉笋螺属的一种。主要分布于台湾，常栖息在浅海砂底。